# Szent Szabina-kápolna
A Szent Szabina kápolna a bencés rend budapesti tanulmányi házához tartozó kápolna az Esztergom-Budapesti Főegyházmegye területén, a főváros XI. kerületében.

## Története
Eredetileg a XVIII. században a Péterhegy környékére telepített német lakosság kápolnája volt. Az ide érkező telepesek egy feszületet hoztak magukkal szülőföldjükről amit a Péterhegyen állítottak fel. Ezt később ráccsal vették körül, majd egy kis fülkét építettek köré. 1932-ben egy kápolnaépítő egyesület alakult, melynek tevékenysége révén 1934-re felépült a mai is látható Szent Szabina kápolna, amelynek jobb oldali toronyfülkéjében helyezték el az eredeti kőkeresztet. Azért Szent Szabinát választották a kápolna védőszentjének, mert ő volt a középkori kávai bencés apátság  patrónusa, mely egykor a szomszédos Kelenvölgyben állt.

## Működése
A kápolna lelki ellátását kezdetben a kelenföldi plébánia biztosította, ennek filiájaként működött, egyházjogilag ma is ennek van alárendelve. 1943-tól a kápolna lelkésze Körmendy Béla szatmári egyházmegyés pap volt. Meghívására gyakran tartott liturgikus előadásokat és lelkigyakorlatokat Szunyogh Xavér bencés szerzetes, akit 1950-től az egyházi főhatóság a kápolna vezetésével is megbízott. A kápolna mellett 1983-ban épült fel a bencések tanulmányi háza, mely azóta is a budapesti egyetemeken tanuló szerzetesnövendékek lakóhelye. Jelenleg önálló lelkészségként működik, a pannonhalmi bencések vezetése alatt.

## Galéria

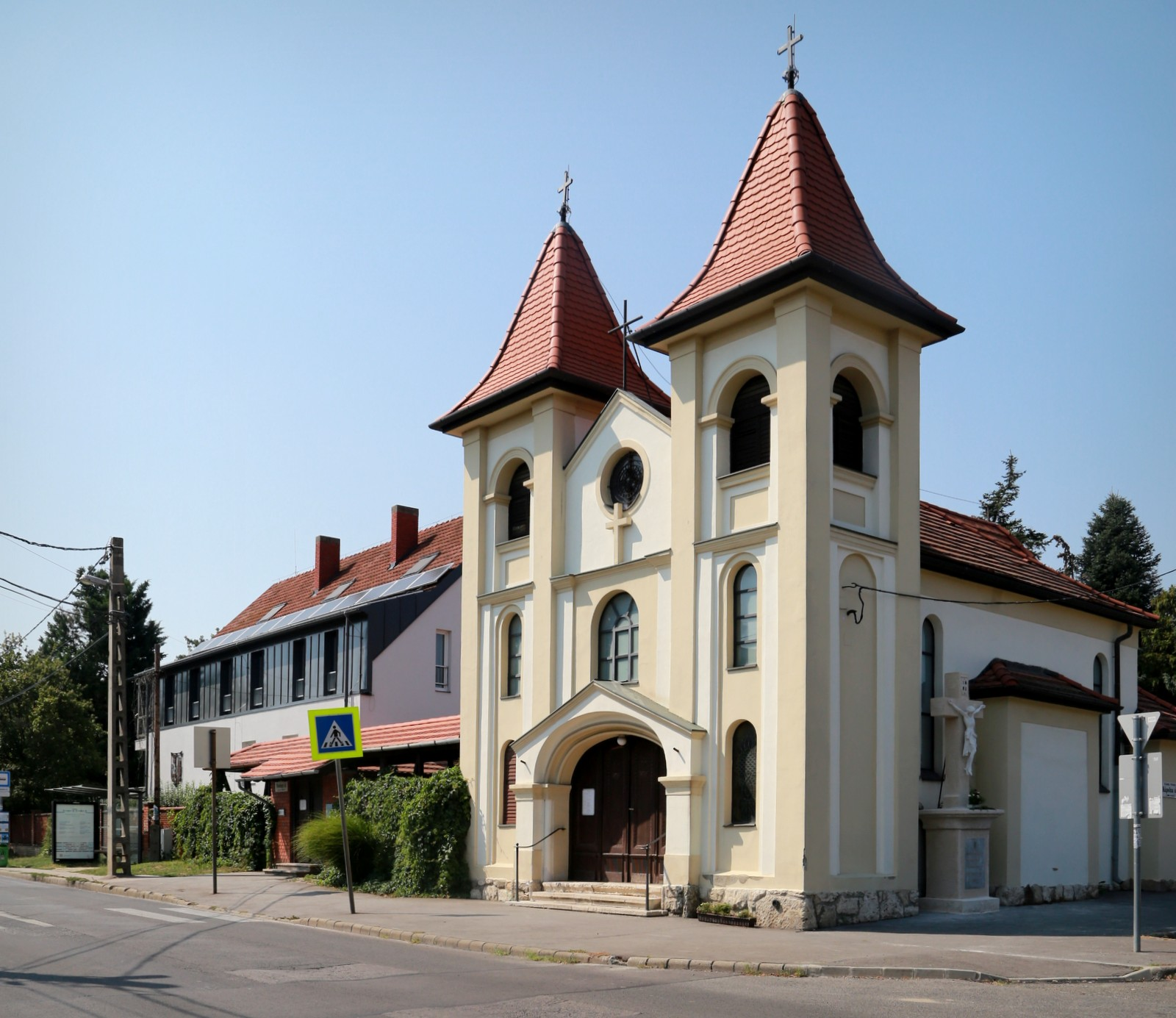
A Szent Szabina-kápolna és a bencés tanulmányi ház
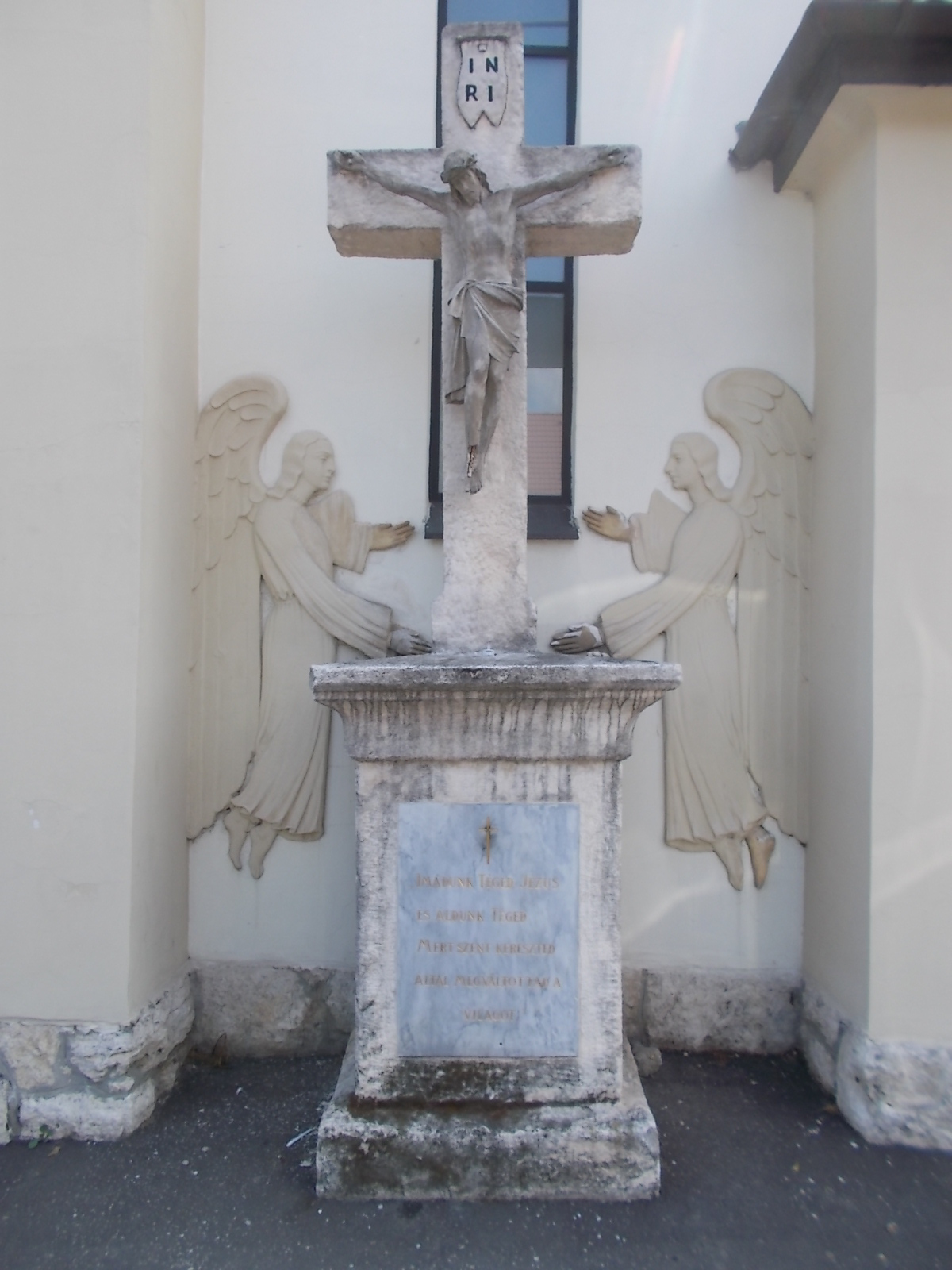
A XVIII. századi péterhegyi kőkereszt